# Hans Eck
Hans Eck (* 20. August 1925 in Harburg) ist ein deutscher Politiker (CDU). Er war von 1967 bis 1970
Mitglied des Niedersächsischen Landtags.

## Leben
Eck wechselte nach dem Besuch der Volksschule zunächst auf die Realschule und später auf die Oberrealschule. Er beantragte am 22. Dezember 1942 die Aufnahme in die NSDAP und wurde zum 20. April 1943 aufgenommen (Mitgliedsnummer 9.460.600). Zwischen 1943 und 1945 war er Kriegsteilnehmer im Zweiten Weltkrieg und wurde zweimal schwer verwundet. Nach 1945 war er beruflich als freier Journalist tätig und wurde im Jahr 1949 als Redakteur angestellt. Seit 1957 war Eck im Niedersächsischen Fußball-Verband Vorsitzender des Kreises Harburg. Ferner wurde er im Jahr  1964 auch Vorsitzender des Turn- und Sportbundes im Kreis Harburg. Im Regierungsbezirk Lüneburg war er stellvertretender Vorsitzender des Fußball-Verbandes.
Eck war langjähriges Mitglied der CDU, der er im Jahr 1966 beitrat. Er war Mitglied des Sportbeirats der CDU in Niedersachsen und stellvertretender Vorsitzender des CDU-Sportbeirats  im Regierungsbezirk Lüneburg.
Eck wurde in der 6. Wahlperiode vom 6. Juni 1967 bis 20. Juni 1970 Mitglied des Niedersächsischen Landtages. Der CDU-Fraktion gehörte er lediglich bis zum 24. Januar 1970 an. Danach war er fraktionsloses Landtagsmitglied.

## Quelle
- Barbara Simon: Abgeordnete in Niedersachsen 1946–1994. Biographisches Handbuch. Hrsg. vom Präsidenten des Niedersächsischen Landtages. Niedersächsischer Landtag, Hannover 1996, S. 82.